# 138 av. J.-C.
Cette page concerne l'année 138 av. J.-C. du calendrier julien proleptique.

## Événements
- 17 septembre 139 av. J.-C. (1er janvier 616 du calendrier romain) : début à Rome du consulat de Publius Cornelius Scipio Nasica Serapio et Decimus Junius Brutus Callaicus[1].
  - Nouveau conflit à Rome à propos de la levée de troupes menée par les consuls D. Julius Brutus et de P. Cornelius Scipion Nasica, qui sont eux aussi emprisonnés par les tribuns[1].
  - Agitation autour du prix du blé[1].
  - Junius Brutus Callaicus est envoyé en Espagne pour soumettre les Lusitaniens et les Gallaeci (Galiciens)[1].

- Fondation de Valentia Edetanorum (Valence en Espagne)[2] par le consul  Decimus Julius Brutus pour y installer les vétérans de la guerre de Lusitanie.
- Affaire de la forêt de la Sila, qui oppose le Sénat romain aux compagnies de publicains. Les esclaves d’une société de publicains, à laquelle est affermée la fabrication de la poix avec la résine des pins de la forêt massacrent des voyageurs. Les fermiers et leurs employés libres sont acquittés après les plaidoiries de Laelius puis de Servius Sulpicius Galba[3],[4].

- Début du règne d'Attale III Philometor (171/133 av. J.-C.), dernier roi de Pergame[5].

- Début du règne de Phraatès II, roi des Parthes (vers 138-127 av. J.-C.)[6].

- Antiochos VII Évergète, fils de Démétrios Ier Sôter assiège l'usurpateur Diodote Tryphon à Dora. Tryphon parvient à s'échapper par la mer à Apamée[7], où assiégé de nouveau, il se suicide. Antiochos VII (164/129 av. J.-C.) devient seul roi séleucide de Syrie[8].

- Le voyageur chinois Zhang Qian est envoyé par l'empereur Wudi en ambassade chez les Yuezhi en Asie centrale. Il est capturé par les Xiongnu avec son escorte d'une centaine d'hommes peu après son départ, alors qu'il traverse le corridor du Hexi dans le Gansu, et reste prisonnier une dizaine d'années. Il parvient à s'échapper, marche jusqu'à Kashgar et Ferghana et arrive chez les Yuezhi, installés en Bactriane (Daxia). Il tente vainement de les convaincre de prendre à revers les Xiongnu (138/126 av. J.-C.)[9].
- Annexion du royaume de Donghai (Zhejiang actuel) par la Chine des Han[10].

## Naissances
- Sylla, homme d'État romain.

## Décès
- Attale II, roi de Pergame.
- Diodote Tryphon, usurpateur séleucide.